# (1173) Anchise
(1173) Anchise est un astéroïde troyen de Jupiter. Il a été découvert le 17 octobre 1930 par Karl Wilhelm Reinmuth à Heidelberg.

## Caractéristiques
Il partage son orbite avec Jupiter autour du Soleil au point de Lagrange L5, c'est-à-dire qu'il est situé à 60° en arrière de Jupiter.
Les calculs d'après les observations de l'IRAS lui accordent un diamètre d'environ 126 kilomètres.
Son nom fait référence à Anchise, le père d'Énée. Sa désignation provisoire était 1930 UB.